# Turmhügel Leutstetten
Der Turmhügel Leutstetten ist eine abgegangene mittelalterliche Turmhügelburg (Motte) auf dem „Schönberg“ bei Leutstetten, einem heutigen Stadtteil von Starnberg im Landkreis Starnberg in Bayern und westlich oberhalb von Petersbrunn. Die Anlage wird als Bodendenkmal unter der Aktennummer D-1-7934-0055 im Bayernatlas als „Turmhügel des Mittelalters“ geführt. Die Anlage befindet sich ca. 900 m südwestlich von Schloss Leutstetten und 950 m südlich der Karlsburg.
Von der ehemaligen Mottenanlage ist nichts erhalten, sie liegt heute in einem Waldgebiet.